# Randal Kleiser
John Randal Kleiser (n. 20 iulie 1946, Philadelphia, Pennsylvania) este un regizor american și producător, probabil cel mai cunoscut pentru regizarea filmului muzical din 1978 Grease.

## Biografie
John Randal Kleiser s-a născut în Philadelphia, Pennsylvania, fiul lui Harriet Kelly (Means) și John Raymond Kleiser. Kleiser a făcut studiile la Liceul Radnor.